# Leandro Scornaienchi
Leandro Alberto Scornaienchi (5 de julio de 1981, Caseros, Provincia de Buenos Aires, Argentina) es un futbolista argentino. Juega de mediocampista y su actual club es Midland.

## Trayectoria
Surgido de las divisiones inferiores de Talleres de Remedios de Escalada. Debutó en ese club en 1999 donde jugó 6 años. En el 2005 pasó a Tigre donde estuvo 2 años obteniendo grandes triunfos deportivos y erigiéndose como la figura del equipo. Luego volvió a Talleres de Remedios de Escalada en el 2006. En el 2007 pasó a Atlanta. En ese mismo año pasó a Defensores de Belgrano. En 2008 fue transferido al fútbol italiano, jugando en Nocerina y luego en Palestrina. En 2009 regresó a la Argentina para jugar en San Telmo y en 2010 llegó a 9 de Julio de Rafaela. En 2012 arribó al fútbol venezolano para jugar en Deportivo Anzoátegui de la Primera División de Venezuela. A mediados de 2013 regresó a la Argentina para jugar nuevamente en el club que lo vio nacer como futbolista, Talleres de Remedios de Escalada.

## Clubes
| Club                   | País      | Año           |
| ---------------------- | --------- | ------------- |
| Talleres (RE)          | Argentina | 1999-2005     |
| Tigre                  | Argentina | 2005-2006     |
| Talleres (RE)          | Argentina | 2006          |
| Atlanta                | Argentina | 2007          |
| Defensores de Belgrano | Argentina | 2007-2008     |
| Nocerina               | Italia    | 2008          |
| Palestrina             | Italia    | 2009          |
| San Telmo              | Argentina | 2009          |
| 9 de Julio (R)         | Argentina | 2010 - 2011   |
| Deportivo Anzoátegui   | Venezuela | 2012 - 2013   |
| Talleres (RE)          | Argentina | 2013 - 2014   |
| Argentino (M)          | Argentina | 2014-2015     |
| JJ Urquiza             | Argentina | 2016          |
| Midland                | Argentina | 2016-presente |

## Vida privada
Está casado con María Emilia Espinoza, con quien tiene dos hijas Azul Scornaienchi, Selene Scornaienchi y un hijo Tiziano Scornaienchi.